# Саватьєво (Тверська область)
Саватьєво (рос. Савватьево) — присілок в Калінінському районі Тверської області Російської Федерації.
Населення становить 503 особи. Входить до складу муніципального утворення Каблуковське сільське поселення.

## Історія
Від 2005 року входить до складу муніципального утворення Каблуковське сільське поселення.

## Населення
| 1859 | 1886 | 1919 | 2002 | 2010 |
| ---- | ---- | ---- | ---- | ---- |
| 203  | ↗244 | ↗319 | ↗506 | ↘503 |